# Bertel Thorvaldsen
Albert Bertel Thorvaldsen (19 de noviembre de 1770-24 de marzo de 1844) fue un escultor y grabador medallista danés. 

## Biografía
Nació en Copenhague en 1770 (según algunos relatos, en 1768), hijo de un islandés que se estableció en Dinamarca, donde trabajó como tallista de madera. Este relato es controvertido para algunos islandeses, que consideran que Thorvaldsen nació en Islandia. 
El joven Thorvaldsen estudió en la Real Academia de Bellas Artes de Dinamarca (Det Kongelige Danske Kunstakademi en danés), donde tuvo como maestro, entre otros, a Nikolai Abildgaard. Ganó todos los premios, incluida la gran medalla de oro. Como consecuencia, le concedieron una beca real, lo que le permitió marchar a Roma, para estudiar la escultura clásica. Allí llegó el 8 de marzo de 1797. Dado que la fecha de su nacimiento nunca se había registrado, celebró este día como su «cumpleaños romano» durante el resto de su vida.

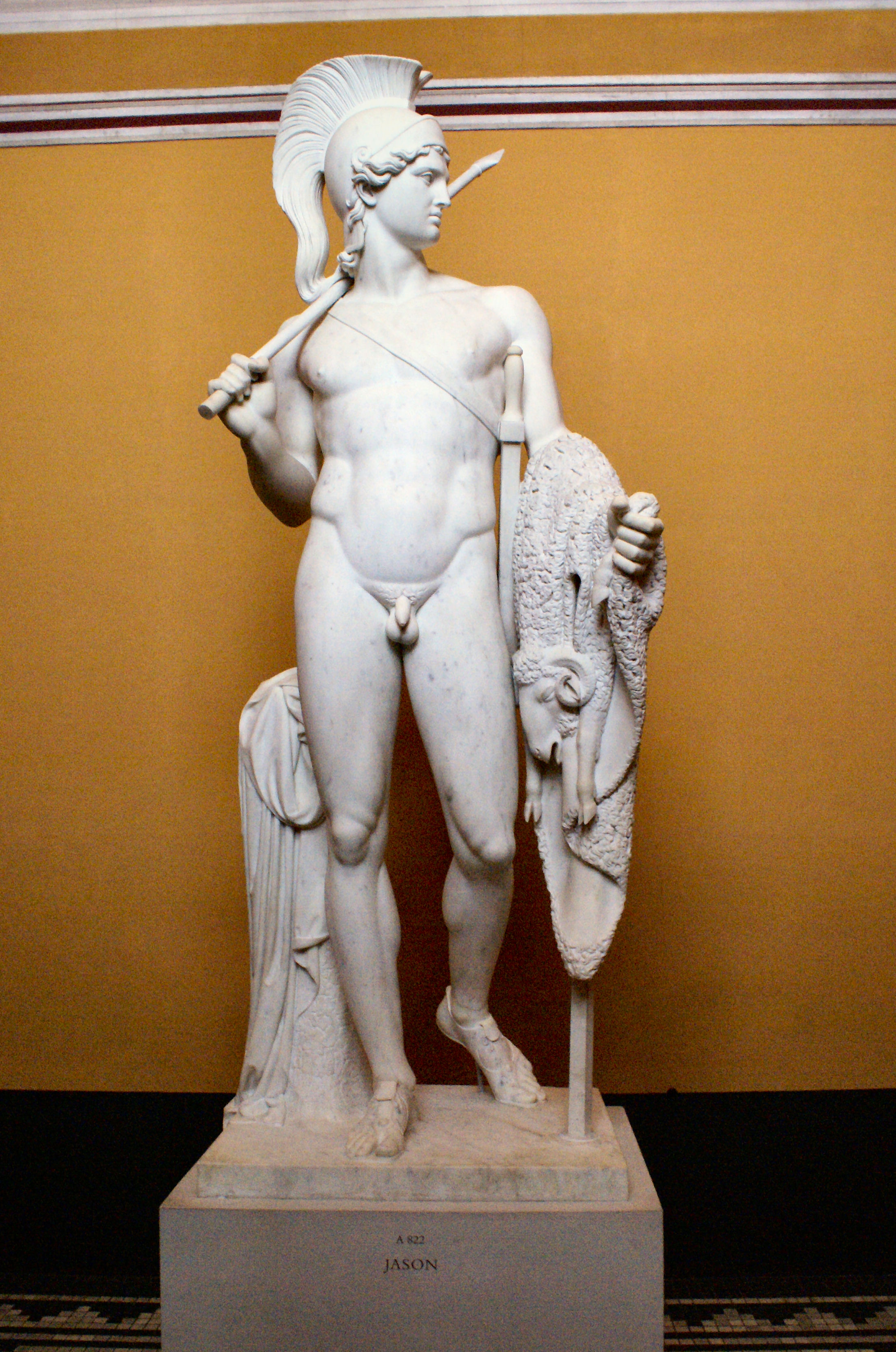
Jasón con el vellocino de oro, 1803, obra con la que se hizo famoso.

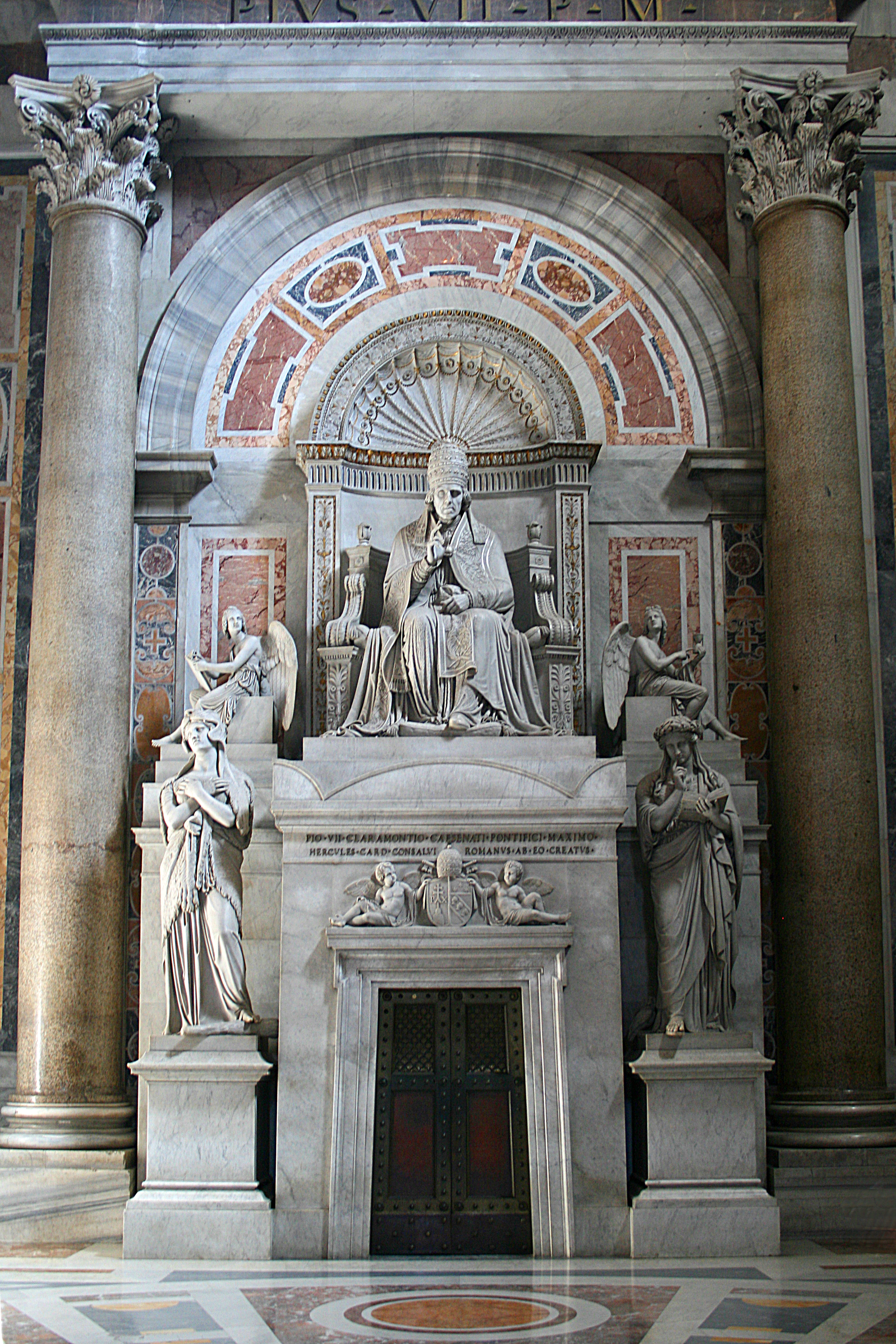
La tumba del Papa Pío VII en la Basílica de San Pedro en Roma.

El primer éxito de Thorvaldsen fue el modelo para una estatua de Jasón, que fue muy alabado por Antonio Canova, el escultor más popular de la ciudad. En 1803 recibió el encargo de ejecutarlo en mármol para Thomas Hope, un rico mecenas de las artes inglés. A partir de entonces, tuvo el éxito asegurado. 
Vivió en Roma hasta 1838, y allí se convirtió en uno de los líderes del neoclasicismo, conoció a su pareja, Anna Maria Magnani, y trabó amistad con su compatriota el pintor Eckersberg. La obra de Thorvaldsen llegó a alcanzar tal demanda que hacia 1820 trabajaban en su taller 40 personas para ayudarle a finalizar los encargos. En Roma se convirtió en uno de los líderes del neoclasicismo. 
En 1819 volvió temporalmente a Copenhague con el fin de comenzar la planificación del conjunto decorativo, a base de colosales estatuas de mármol y relieves representando a Jesucristo y los doce Apóstoles, para la nueva iglesia de Nuestra Señora (Vor Frue Kirke), ya que la catedral de Copenhague había sido destruida en el bombardeo británico de Copenhague en 1807. Estas se ejecutaron después de su regreso a Roma, y no se completaron hasta 1838, cuando Thorvaldsen regresó a Dinamarca, siendo recibido como un héroe. Solo las figuras de Cristo y san Pablo fueron esculpidas por Thorvaldsen; el resto fueron realizadas por los miembros de su taller sobre los modelos del maestro.

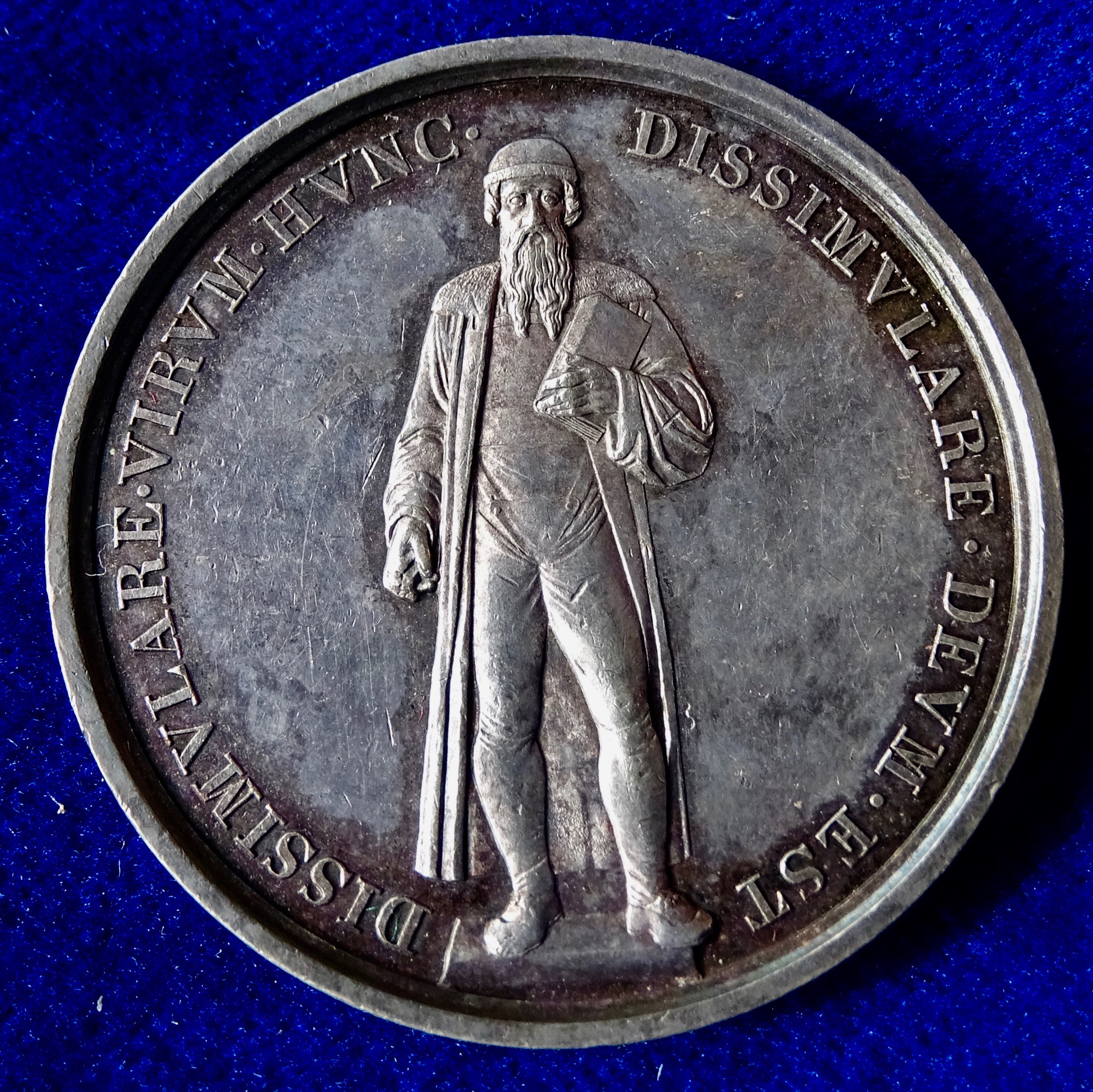
Medalla de plata (1840) para el 400 aniversario de la imprenta de Gutenberg.

Murió de manera repentina en el Teatro Real de Copenhague el 24 de marzo de 1844, y legó gran parte de su fortuna para el edificio y mantenimiento de un museo en Copenhague, y para llenarlo también dejó toda su colección de obras de arte y los modelos de todas sus esculturas. El Museo Thorvaldsen de Copenhague contiene su colección de escultura antigua y obras de su producción. Thorvaldsen se encuentra enterrado en el patio de este museo, bajo un lecho de rosas, por deseo expreso suyo. 
En 1849 el Museo organizó una venta de obras de las que poseía más de una versión, no exenta de críticas. Entre las obras vendidas se encuentras dos que pertenecen a las colecciones del Museo del Prado (Hermes) y la Real Academia de Bellas Artes de San Fernando (Cabeza de Apolo) respectivamente, ambas compradas por Leopoldo Augusto de Cueto López de Ortega I Marqués de Valmar quien viajó hasta Copenhague para asistir a la subasta.

## Obras importantes

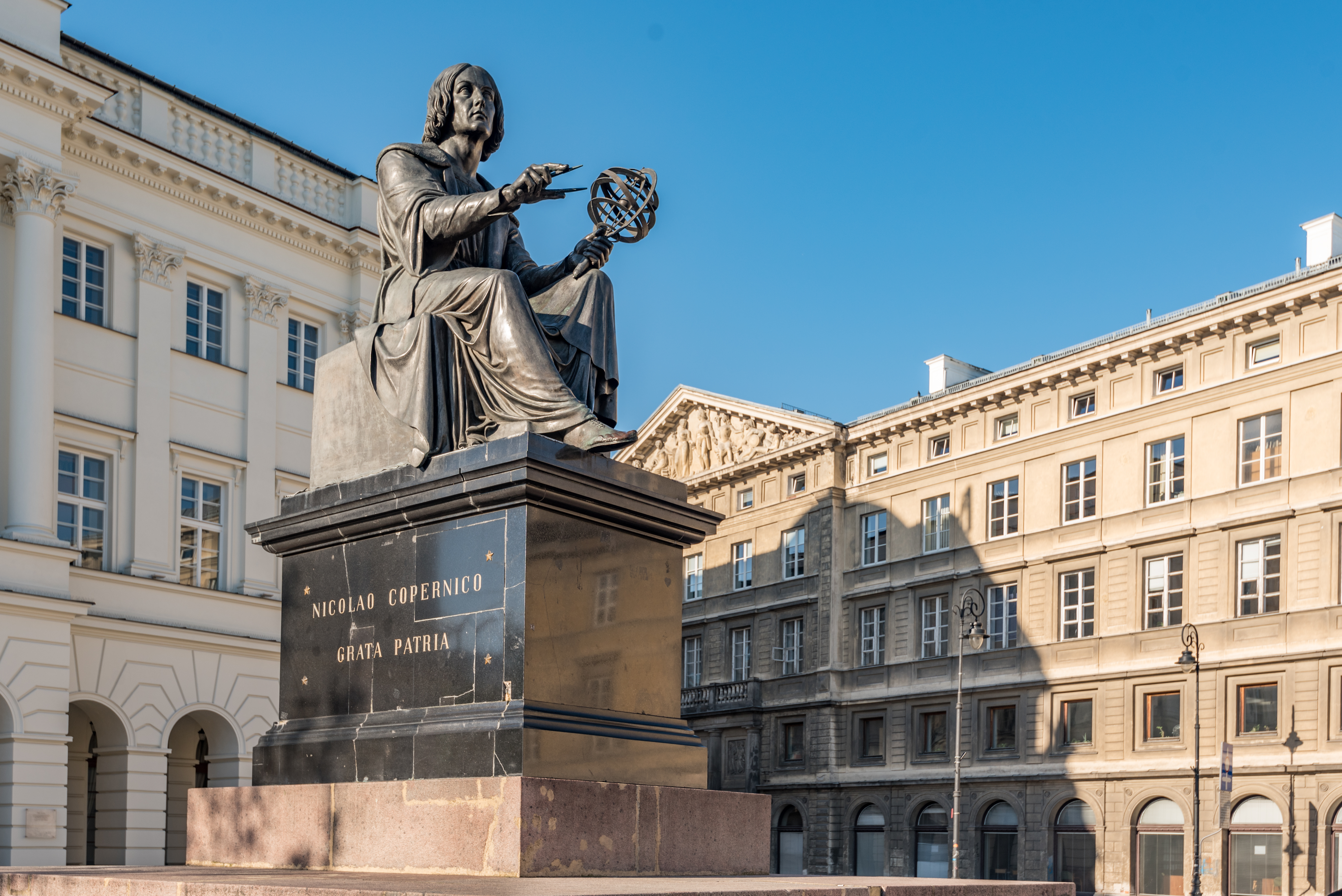
Copérnico, en Varsovia.

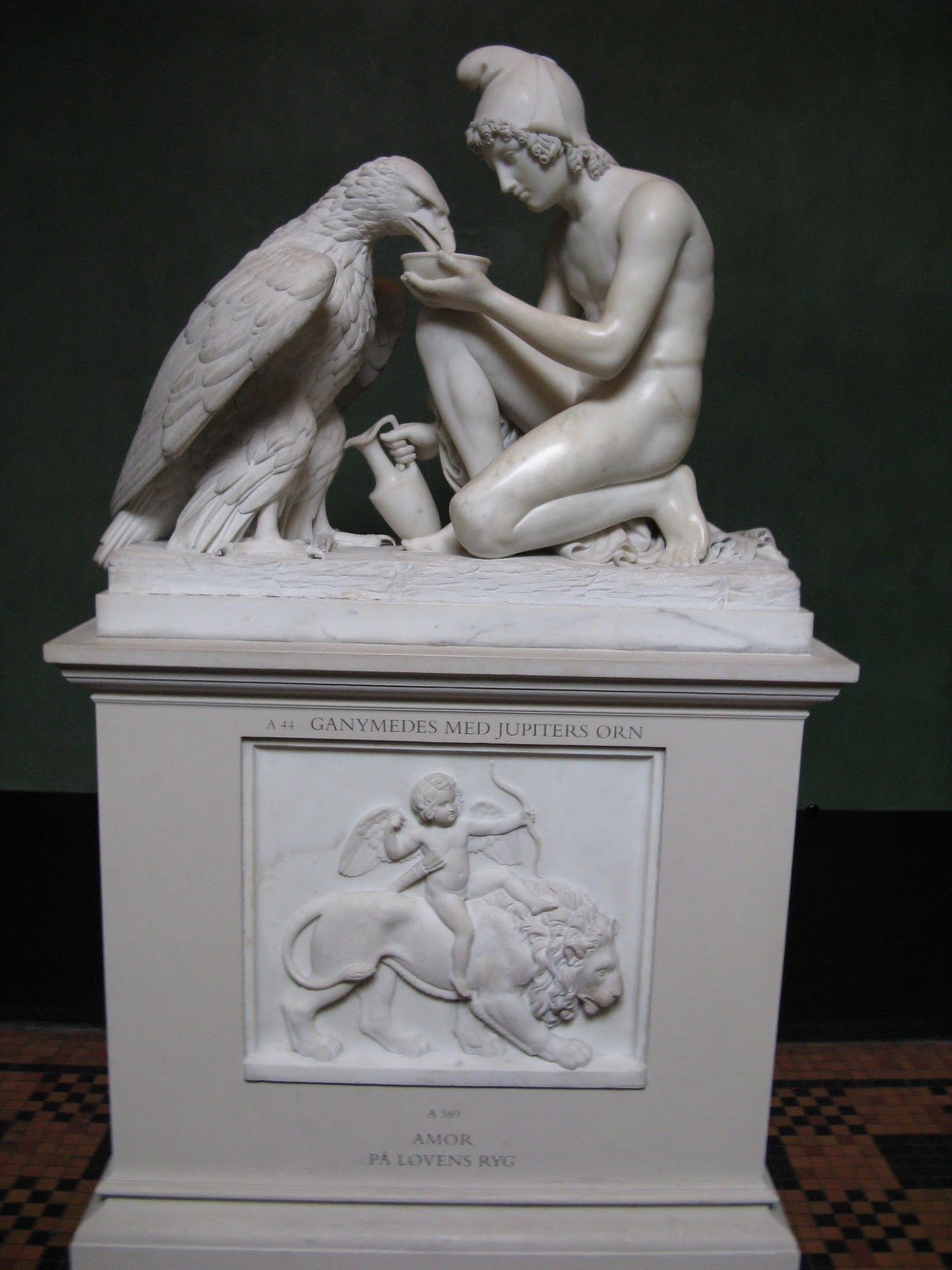
Ganimedes con el águila de Júpiter, 1817, en Museo Thorvaldsen.

Thorvaldsen fue un destacado representante del período neoclásico en escultura. A menudo se le ha comparado con Antonio Canova, pero de hecho personifica el estilo del arte griego clásico más que el del artista italiano. Las poses y expresiones de sus figuras son más estiradas y formales que las de Canova.
Sus obras pueden verse en muchos países europeos, especialmente en el Museo Thorvaldsen de su ciudad natal. 
Los motivos de sus obras (relieves, estatuas y bustos) se tomaron principalmente de la mitología griega, pero también retrató a personalidades importantes, como al papa Pío VII. A Thorvaldsen se atribuye la tumba de Pío VII (1824-1831, basílica de San Pedro, Roma). 
Thorvaldsen produjo algunas estatuas sobre personajes históricos. En Varsovia (Polonia) están la estatua de Copérnico sedente, ante la Academia Polaca de Ciencias y la ecuestre del príncipe Józef Poniatowski que actualmente se encuentra frente al Palacio Presidencial. En Maguncia (Alemania) está la estatua que hizo de Johannes Gutenberg.
El Monumento al león de Lucerna o El león de Lucerna (1819-1821) en Lucerna, Suiza, es una célebre escultura al aire libre obra de Thorvaldsen. Este monumento conmemora el sacrificio de más de seiscientos guardias suizos que murieron defendiendo las Tullerías durante la Revolución francesa. El monumento representa a un león moribundo que yace sobre símbolos rotos de la monarquía francesa.
Parte de la obra de Thorvaldsen se encuentra imbuida de sensibilidad clasicista, con relieves alegóricos y esculturas de temática clásica, como Cupido y Psique (1807, Museo Thorvaldsen), Eros, varias versiones de Ganimedes, el Pastor con perro, y su bajorrelieve de Hilas y las ninfas, representando a Hilas aterrorizado por las ninfas núbiles que le persiguen.
Fuera de Europa, Thorvaldsen es menos conocido. No obstante, su estatua de Jesucristo resucitado, conocido usualmente como Cristo de Thorvaldsen, creado para la catedral luterana de Copenhague ha atraído a los miembros de La Iglesia de Jesucristo de los Santos de los Últimos Días; una réplica de la misma que mide 3,4 metros se alza en la Manzana del Templo de Salt Lake City; imágenes de la estatua se usan en los medios de comunicación oficiales de esta iglesia.
Una copia en bronce del Autorretrato de Thorvaldsen se encuentra en Central Park, Nueva York, cerca de la entrada de la calle 97 Este.